# Echeveria gibbiflora
Echeveria gibbiflora är en fetbladsväxtart som beskrevs av Dc.. Echeveria gibbiflora ingår i släktet Echeveria och familjen fetbladsväxter. Inga underarter finns listade i Catalogue of Life.

## Bildgalleri

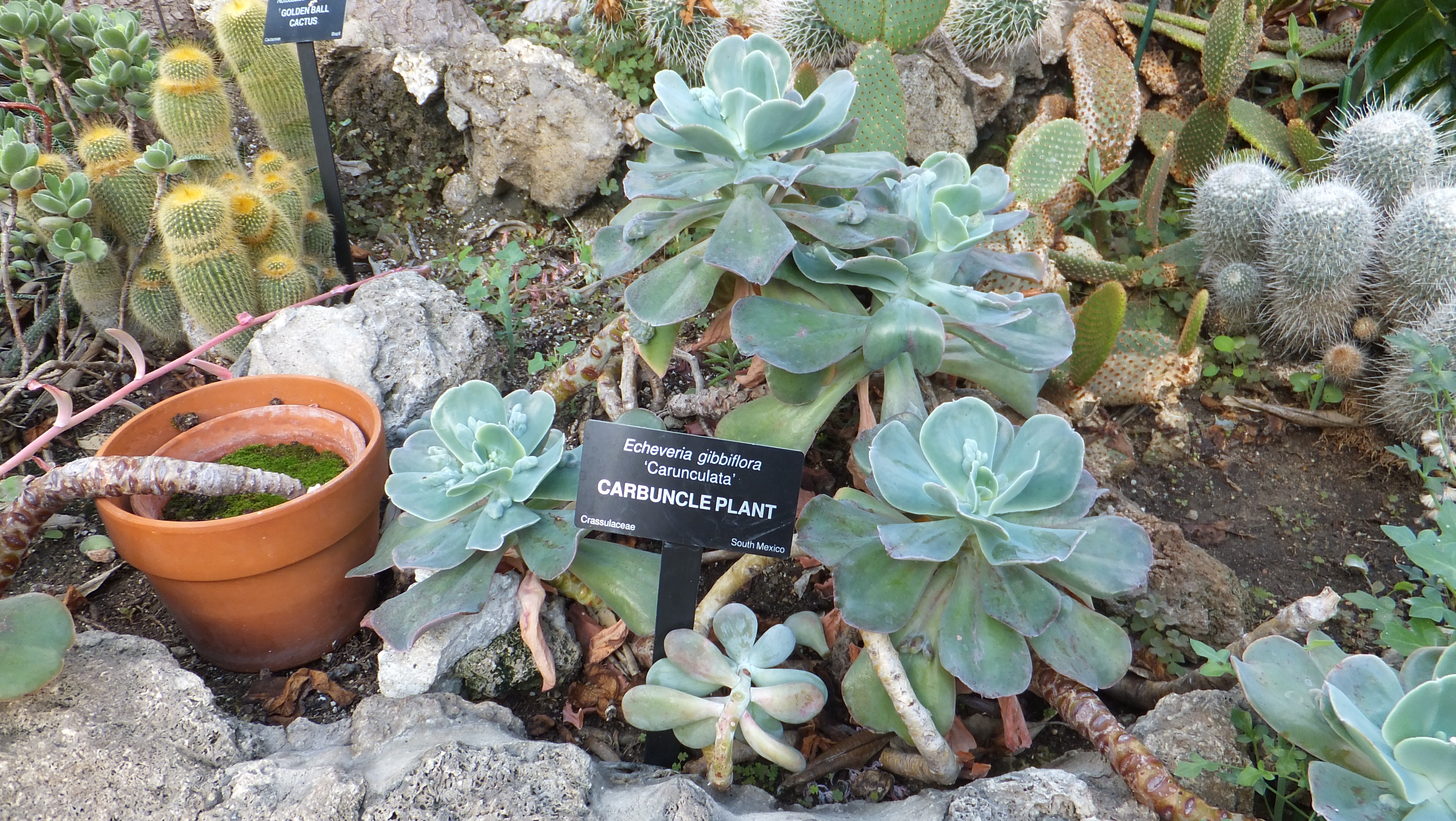
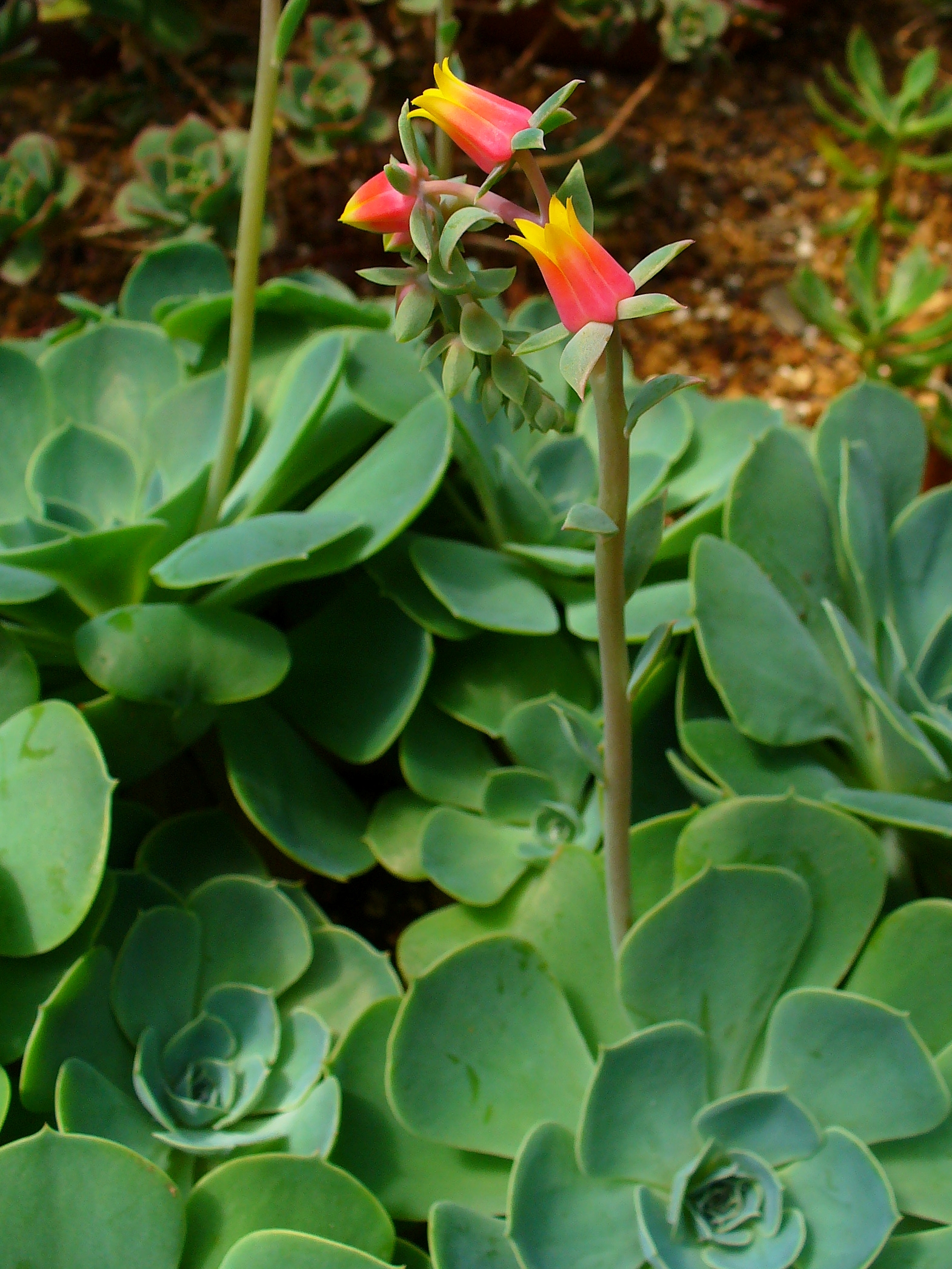
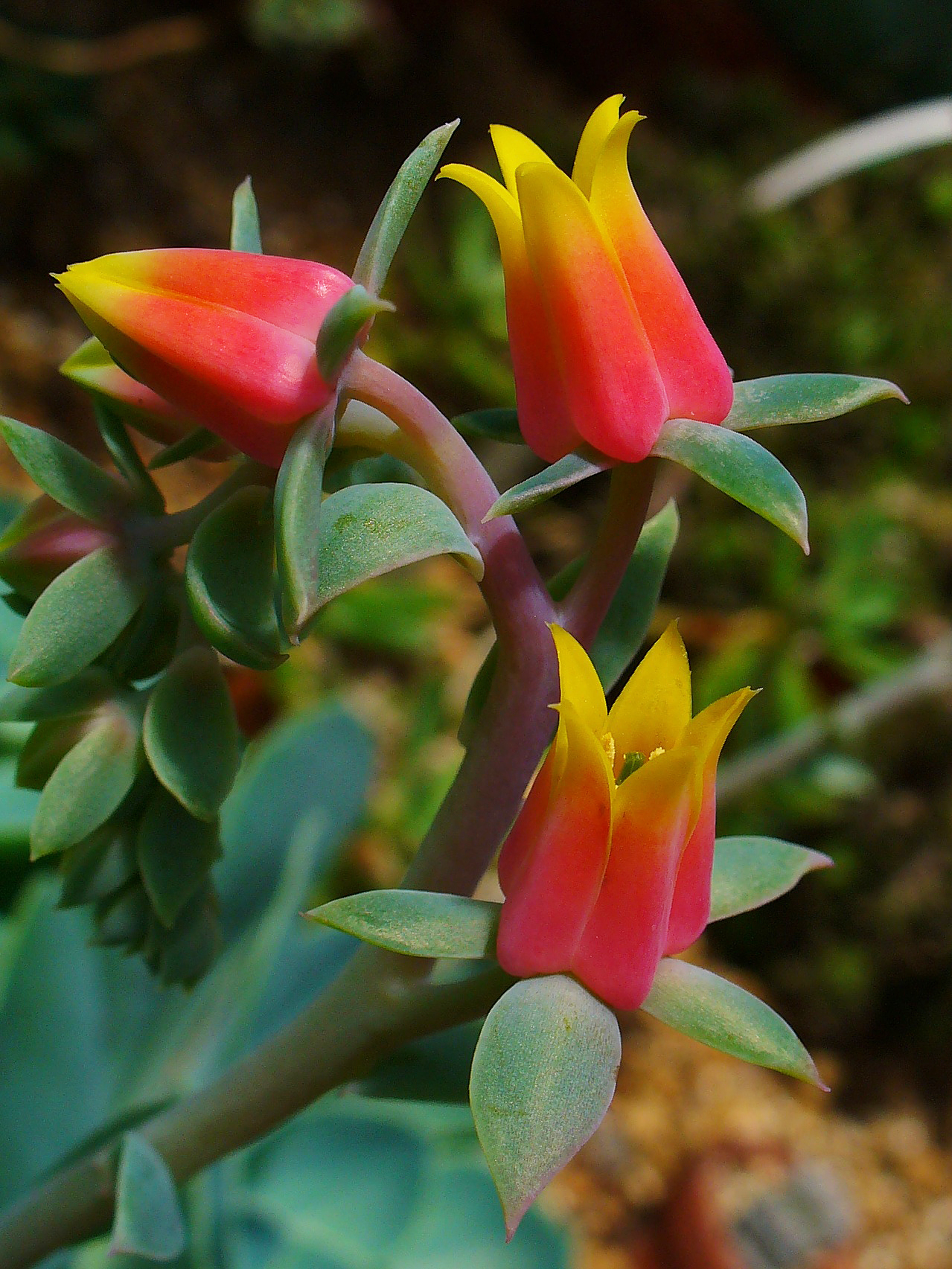
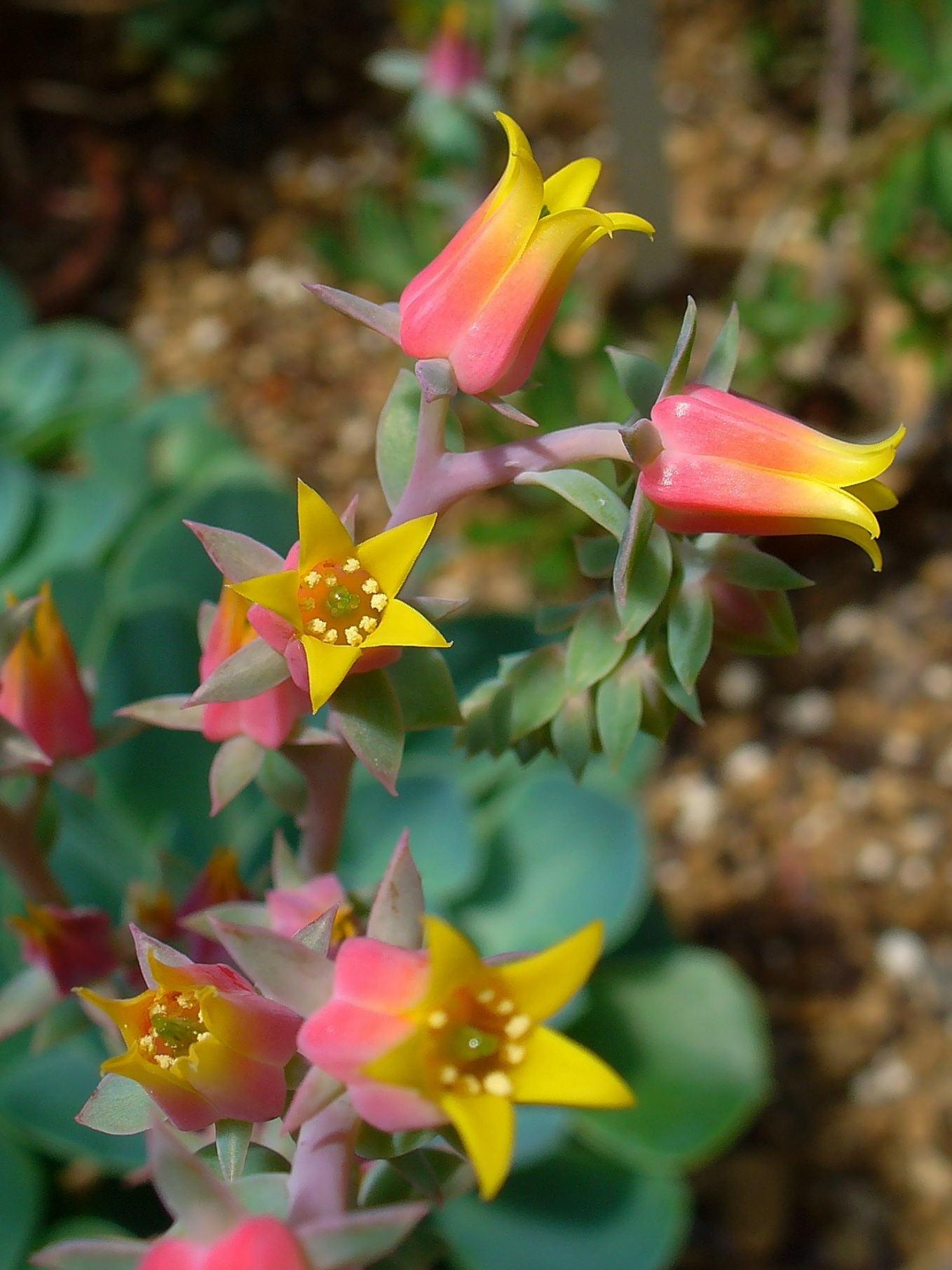
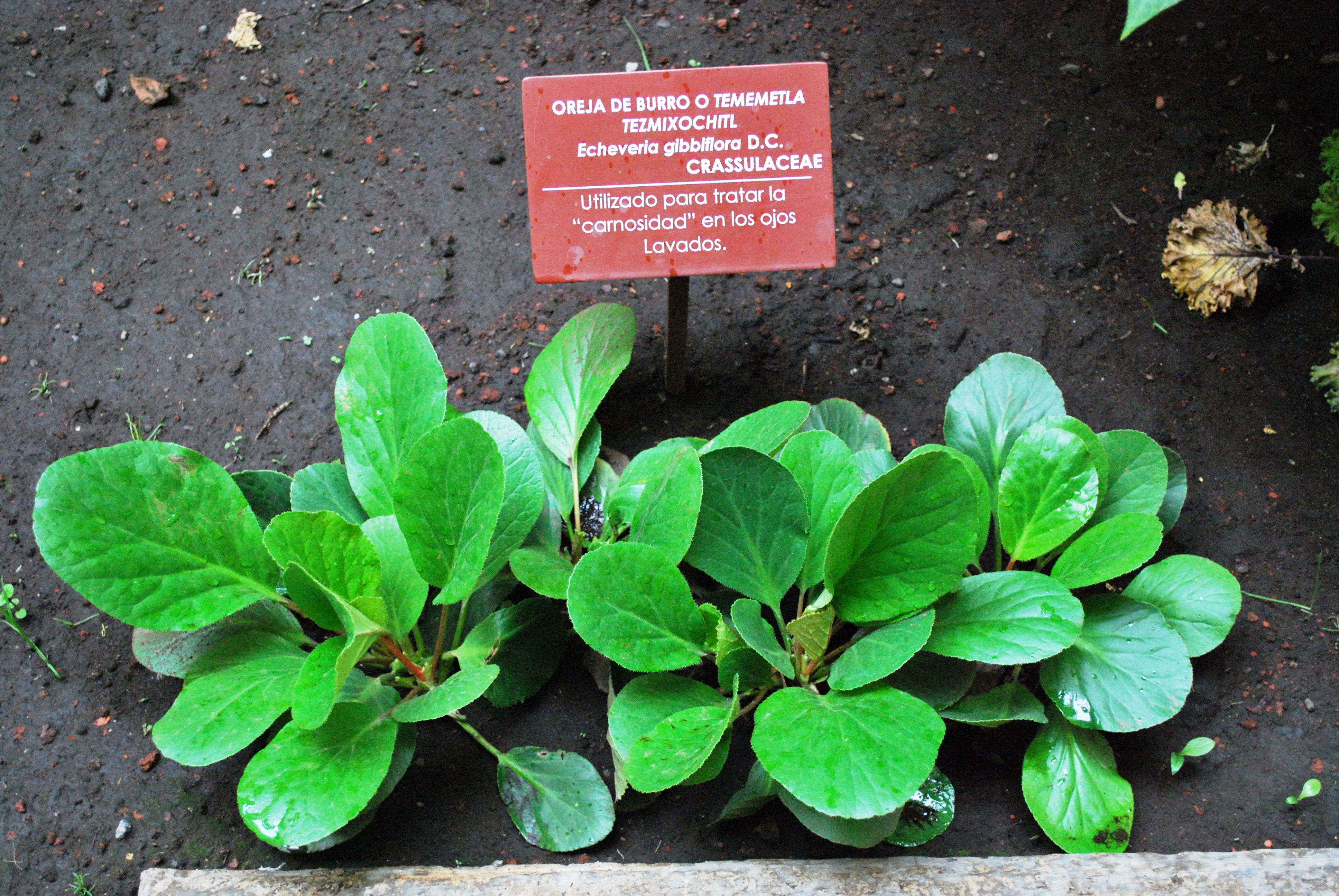